# Anastatus picticornis
Anastatus picticornis is een vliesvleugelig insect uit de familie Eupelmidae. De wetenschappelijke naam is voor het eerst geldig gepubliceerd in 1883 door Cameron.